# Lynn Goldsmith
Lynn Goldsmith (* 11. února 1948 Detroit) je americká filmová režisérka, fotografka a autorka písní.

## Životopis
V roce 1971 začala pracovat pro společnost Joshua TV a následně režírovala televizní pořad In Concert pro ABC. V roce 1973 natočila krátkometrážní dokumentární film o skupině Grand Funk Railroad. V roce 1983 natočila pod pseudonymem Will Powers hudební album Dancing for Mental Health, jež vydala společnost Island Records. Je rovněž autorkou fotografií na obalech alb mnoha hudebníků, mezi něž patří například Frank Zappa, Larry Coryell, Patti Smith a Tom Petty. Rovněž je autorkou několika publikací.

## Knihy
- "Rock and Roll Stories"[1]
- Rock and Roll[2]
- The Police: 1978–1983[3]
- Bruce Springsteen Access All Areas[4]
- The Police[5]
- Marky Mark[6]
- NY Times Bestseller New Kids[7]
- Circus Dreams[8]
- PhotoDiary[9]
- Flower[10]
- "The Looking Glass"[11]
- KISS: 1977-1980 10/10/2017